# Schriften des Archivs der Universität Wien
Schriften des Archivs der Universität Wien ist der Name einer wissenschaftlichen Reihe von Büchern, die sich mit der Geschichte der Universität Wien befassen und großenteils einen engen Bezug zu den Beständen des Archivs der Universität Wien haben.

## Begründung und Name
Diese Reihe wurde von Günther Hamann, dem Pionier der Wissenschaftsgeschichte in Österreich, von Kurt Mühlberger, dem damaligen Direktor des Universitätsarchivs, und von Franz Skacel, damals Direktor der Universität und sehr interessiert an ihrer Geschichte, im Jahr 1985 begonnen. Der ursprüngliche Name lautete Schriftenreihe des Universitätsarchivs, Universität Wien; ab Band 14 wurde der Name verkürzt, durch Weglassung von „-reihe“ und Verzicht auf die doppelte Erwähnung von „Universität“.

## Herausgeber und Verlag
Die derzeitigen Herausgeber sind Kurt Mühlberger, Thomas Maisel und Johannes Seidl. Der Verlag ist jetzt die Vienna University Press bei V&R unipress (Göttingen). Der ursprüngliche Verlag war WUV-Universitätsverlag (Wien).

## Inhalt der Bände
In den einzelnen Bänden wird die Geschichte der Universität Wien punktuell vertieft: Es geht etwa um die Geschichte einzelner Fakultäten:  Der (Katholisch-)Theologischen (Bd. 1), der Evangelisch-Theologischen (Bd. 10) oder auch der  Medizinischen Fakultät (Bd. 19) und der  Rechts- und Staatswissenschaftlichen Fakultät (Bd. 20). Die Anfangszeit der Universität Wien war das Spezialgebiet des Historikers Paul Uiblein (Bd. 4 und 11). Dem erst spät ermöglichten Frauenstudium ist ein eigener Band gewidmet (Bd. 5). Auch einzelne Lehrer der Universität werden in Monographien behandelt: Der Astronom Georg Tannstetter (Bd. 8) sowie der Geologe Eduard Suess (Bd. 14).
Band 21 behandelt die wissenschaftliche Forschung in Österreich zwischen 1800 und 1900.